# Луол Денг
Луол Денг (енгл. Luol Deng; Вав, Судан, 16. април 1985) је бивши јужносудански и британски кошаркаш. Играо је на позицији крила. Био је репрезентативац Уједињеног Краљевства.

## Биографија
Луол Денг је рођен у граду Ваву 1985. године у тадашњем Судану, као члан племена Динке. Његов отац Алдо га је још као малог повео са собом у Египат, бежећи од Другог суданског грађанског рата. Тамо су упознали бившег НБА центра Мануте Бола, који је већ учио кошарци Луоловог старијег брата Аџоу Денга. Након што су добили политички азил, преселили су се у Лондон. У Британији Денг се интересовао и за фудбал, али је наставио да се бави кошарком. Са тринаест година наступао је за омладинску репрезентацију Енглеске на квалификационом турниру где је постизао у просеку 40 поена. На Европском првенству за омладинце водио је Енглеску до финала, са просеком од 34 поена по утакмици. Изабран је за најкориснијег играча турнира.
Са 14 година сели се у САД, где у Њу Џерзију наступа за Средњу школу Блер. Током своје школске каријере сматран је за другог најперспективнијег кошаркаша после Леброна Џејмса. По завршетку школовања наступа је за Универзитет Дјук и просечно је постизао око 15 поена по утакмици. Током 2004. изабран је за седмог пика на НБА драфту.

## Каријера

### Сезона 2004/05
У својој првој сезони у НБА лиги Денг је изабран као седми пик од стране Финикс Санса, али је одмах прешао у Чикаго Булсе. Пред крај сезоне претрпео је повреду зглоба, што га је удаљило са терена, али упркос томе изабран је у први тим НБА рукија. Наступио је на укупно 61 утакмици са просечно 11,7 поена по мечу.

### Сезона 2005/06
Наступом у другој сезони Луол Денг је омогућио Чикагу да заигра у плеј-офу. Поправио је свој скор на 14,3 поена по мечу, а и забележио је и четири дабл-дабл учинка. Најбоље партије пружио је у плеј-офу противе екипе Мајами Хит, где је као резерва постизао по 10 поена на сваком од седам мечева.

### Сезона 2006/07
Трећу сезону у Чикагу Луол Денг је одиграо као стартер на свакој утакмици. Побољшао је учинак на просечних 18,8 кошева по мечу. У децембру је обновио своју повреду зглоба, међутим наставио је да игра показавши да нема проблема. Против Портланда је постигао рекордних 38 поена на утакмици. У овој сезони Денг је примио три награде, за фер-плеј, за узорног играча и УНХЦР-ову награду за хуманитарни допринос.

## Успеси

### Појединачни
- НБА Ол-стар утакмица (2): 2012, 2013.
- Идеални одбрамбени тим НБА — друга постава (1): 2011/12.
- Идеални тим новајлија НБА — прва постава: 2004/05.
- НБА спортска личност године (1): 2006/07.